# 1977 Shura
Shura (asteroide 1977) é um asteroide da cintura principal, a 2,57617 UA. Possui uma excentricidade de 0,0735004 e um período orbital de 1 693,5 dias (4,64 anos).
Shura tem uma velocidade orbital média de 17,86191851 km/s e uma inclinação de 7,7533º.
Esse asteroide foi descoberto em 30 de Agosto de 1970 por Tamara Smirnova.